# Dionüsziosz Thrax
Dionüsziosz Thrax (ógörögül: Διονύσιος ὁ Θρᾷξ), (i. e. 170 körül – i. e. 90 körül) görög grammatikaíró volt, szamothrakéi Arisztarkhosz tanítványa.
Tőle maradt fenn az első grammatika, a Techné grammatiké, mely ugyan nem a "legjobb" mű, de igencsak számottevő a nyelvtudományban. 
Műve hangtant és alaktant tartalmaz, mondattant nem (ez majd Apollóniosz Düszkolosz tollából maradt fenn). Szintén nincsenek benne ragozási sorok, mivel anyanyelvűeknek íródott. Dionüsziosz Thrax grammatikája már mentes a logika hatásától, a görög nyelv szóosztályait – elsőként a grammatika történetében – a logikai szemlélettől megszabadulva a filológia eszközeivel írja le. Szófaji felosztása, az ún. nyolcas szófaji felosztás: a leírt szófajok között a főnéven, igén és kötőszón kívül szerepel a határozószó, a prepozíció, a névmás, a névelő és a particípium is mint szókategória. Előkerülnek az eset, a szám, a nem, az idő és a mód kategóriái is.